# アクタス (家具・インテリア)
株式会社アクタス（英: ACTUS Co., Ltd.）は、日本の家具・インテリア企業である。コクヨ株式会社の連結子会社。

## 概要
1974年（昭和49年）に大阪の三井物産資材部、湯川家具、チトセ（現・アイリスチトセ）および東急百貨店が、イケアスウェーデンとの契約のもと、合弁会社「イケア日本株式会社」を設立していたが、1986年（昭和61年）に日本から撤退。イケア日本株式会社のメンバーは、イケア日本の閉鎖と同時に「アクタス」へと転換。
現在は直営ショップとライセンスショップ、パートナーズショップを主に運営し、キッズストアー、アウトレット、更には、「スーホルムカフェ」という飲食店も展開しているほか、オンラインショップでも販売している。

## 商品
ソファー、チェア、テーブル、ボード、ベッド、収納、こども家具の他、照明器具、クッション&ラグなどに加え、小物雑貨やアパレル、食品など多岐に亘る。

## ブランド
- porada（Italy） - チェリー材など木目の美しい無垢の木を使うなど素材への拘り、加工技術の繊細さや仕上げの美しさで知られる。
- TECTA（Germany） - 「バウハウス」のデザイン思想を継承する家具メーカー。
- eilersen（Denmark） - 1895年馬車のボディ・シートのメーカーとして創業された、最高質のソファブランド。
- five by five - アクタスオリジナルのレザーソファブランド。
- poliform（Italy） - 1970年イタリア・ミラノに創業。収納アイテムを中心とした独創性豊かなデザイン家具を提供。
- culti（Italy） - イタリアで最も旬で心地よいSPAリゾートやホテルにアメニティグッズを提供するブランド。

## スーホルムカフェ
アクタスが展開するカフェ。北欧の家具やデザインを基調にした店の造りになっている。
「スーホルムカフェ(天王洲)」「スーホルムカフェアンドデリあべの」「スーホルムカフェ・湘南店」、「スーホルムカフェ＋ダイニング・富山店」、「スーホルムカフェ・広島店」、「スーホルムカフェ＋ダイニング・梅田店」の6つの店舗がある。

## スローハウス
心地いいモノを選び、永く大切に使うというキモチから生まれる「丁寧な暮らし」というコンセプトのもとにセレクトされた家具や雑貨などを取り揃える。
旗艦店である「スローハウス天王洲」のほか、二子玉川、銀座、全国のアクタスショップ内で展開している。

## ポーゲンポール・システムキッチン
1892年、フレデミール・ポーゲンポールによって創業されたドイツの最高級システムキッチンメーカー。世界約70ヶ国で販売されている。
1984年より、輸入代理店をつとめる。ポーゲンポールの展示・販売を行ない、新宿、大阪空港（伊丹）、福岡の3ケ所のアクタス直営店に「ポーゲンポール・キッチンスタジオ」（ショールーム）が併設してある。また、ライセンスショップである富山店、宇都宮店、広島店でも取扱いがある。

## 店舗
下記の直営店・ライセンス店の他、パートナーズショップを含めると、全国に66店舗展開している。内訳は、北海道・東北地方に7店舗、関東地方に23店舗、中部地方に12店舗、近畿地方に12店舗、四国・中国地方に8店舗、九州地方に5店舗ある。
直営店

北海道・東北地区
- アクタス・仙台店（宮城県仙台市）

関東地区
- アクタス・新宿店（東京都新宿区）
- アクタス・青山店（東京都港区）
- アクタス・豊洲店（東京都江東区）
- アクタス・二子玉川店（東京都世田谷区）
- アクタス・横浜店（神奈川県横浜市神奈川区）
- アクタス・みなとみらい店（神奈川県横浜市西区）
- アクタス・港北店（神奈川県横浜市都筑区）
- アクタス・湘南店（神奈川県藤沢市）
- アクタス・おおたかの森店（千葉県流山市）
- アクタス・幕張店（千葉県千葉市美浜区）
- アクタス・富士見店（埼玉県富士見市）

東海・北陸地区
- アクタス・名古屋店（愛知県名古屋市中村区）
- アクタス・mozoワンダーシティ店（愛知県名古屋市西区）（2018年9月14日オープン）

近畿地区
- アクタス・梅田店（大阪府大阪市北区）
- アクタス・心斎橋店（大阪府大阪市中央区）
- アクタス・あべの店（大阪府大阪市阿倍野区）
- アクタス・大阪空港店（大阪府豊中市）
- アクタス・EXPOCITY店(大阪府吹田市)
- アクタス・六甲店（兵庫県神戸市灘区）
- アクタス・京都店（京都府京都市下京区）

九州地区
- アクタス・福岡店（福岡県福岡市中央区）
- アクタス・MARK IS 福岡ももち店（福岡県福岡市早良区）（2018年11月21日オープン）

スローハウス

- スローハウス（東京都品川区）
- スローハウス・二子玉川（東京都世田谷区）
- スローハウス・銀座(東京都中央区)

アウトレットストア

- アクタスコンテナ・酒々井店（千葉県印旛郡酒々井町）
- アクタスコンテナ三田店（兵庫県神戸市北区）

ライセンスショップ

- アクタス・宇都宮店（栃木県宇都宮市）
- アクタス・富山店（富山県富山市）
- アクタス・岡山店（岡山県岡山市北区）
- アクタス・広島店（広島県広島市南区）
- アクタス・松山店（愛媛県松山市）
- アクタス・熊本店（熊本県菊陽町）

## リノベーション事業
東京、神奈川、埼玉、千葉の4エリアにてアクタスによるマンション・戸建てリノベーション事業を行っている。
アクタス新宿店に常設のショールームを設置している。